# Pink Flamingos
Pour les articles homonymes, voir Flamingos.
 (juin 2008).
Améliorez-le ou discutez des points à vérifier. 
Pour plus de détails, voir Fiche technique et Distribution.
Pink Flamingos est un film américain de John Waters, sorti en février 1972.

## Synopsis
L'histoire se déroule dans les années 1970 à Baltimore, Maryland (États-Unis).
Divine – qui pour se cacher de la police se fait appeler Babs Johnson – vient d'emménager dans une caravane avec sa mère Edie, simple d'esprit qui ne vit que par amour des œufs, son fils Crackers, aux mœurs sexuelles particulières, et leur amie Cotton qui a tendance au voyeurisme. Ensemble ils mènent une vie tranquille, jusqu'au jour où Divine est nommée par un magazine « l'être vivant le plus dégoûtant de la planète ». C'est alors que Connie et Raymond Marble, un couple de fétichistes tout aussi abjects, empreints de jalousie, va chercher par tous les moyens à détrôner Divine.
Les Marble gèrent un trafic d'enfants : ils kidnappent de jeunes femmes qu'ils font féconder par leur majordome et les séquestrent le temps de la gestation, pour ensuite revendre les bébés à des couples lesbiens. L'argent ainsi gagné leur sert à financer un réseau de dealers vendant de l'héroïne dans les écoles. Raymond est également exhibitionniste. Pour accomplir leur dessein ils vont tout d'abord engager Cookie pour espionner Divine…
Divine, qui trouve cette attitude hérétique, finit par les condamner à mort pour avoir voulu lui voler son titre et les exécute elle-même devant des journalistes qu'elle a prévenus.

## Fiche technique
- Titre : Pink Flamingos
- Réalisation : John Waters
- Scénario : John Waters
- Photographie : John Waters
- Costumes et maquillages : Van Smith
- Décors : Vincent Peranio
- Montage : John Waters
- Musique : John Waters
- Production : John Waters
- Distribution : New Line Cinema
- Budget : 10 000 $
- Genre : Comédie noire
- Pays d'origine : États-Unis
- Langue : anglais
- Format : Couleurs - 16 & 35 mm
- Durée : 93 min
- Date de sortie :
  - États-Unis : 17 mars 1972 (Baltimore)
  - Allemagne de l'Ouest : octobre 1979
  - Japon : 21 juin 1986
- Interdit aux moins de 16 ans

## Distribution
- Divine : Divine / Babs Johnson
- Edith Massey : Edie, la mère de Divine
- Danny Mills : Crackers, le fils de Divine
- Mary Vivian Pearce : Cotton
- Mink Stole : Connie Marble
- David Lochary : Raymond Marble
- Cookie Mueller : Cookie, l'investigatrice
- Channing Wilroy : Channing, le majordome
- Paul Swift (en) : Eggman
- Susan Walsh (en) : Suzie
- Linda Olgierson : Linda
- Pat Moran : Patty Hitler
- Steve Yeager (en) : Nat Curzan, journaliste du Tattler
- Elizabeth Coffey (en) : la fille avec un pénis
- John Waters : voix de Mr. Jay (narrateur)

## Bande Originale
- The Swag - Link Wray and His Ray Men
- Intoxica - The Centurions (en)
- Jim Dandy - LaVern Baker
- I'm Not A Juvenile Delinquent - Frankie Lymon and the Teenagers
- The Girl Can't Help It - Little Richard
- Ooh! Look-A There, Ain't She Pretty - Bill Haley and His Comets
- Chicken Grabber - The Nighthawks (en)
- Happy, Happy Birthday Baby - The Tune Weavers (en)
- Pink Champagne - The Tyrones (en)
- Surfin' Bird - The Trashmen
- Riot in Cell Block #9 - The Robins
- (How Much Is) That Doggie In the Window - Patti Page

## Anecdotes
- Dans son one-man-show This Filthy World (en) (2006), John Waters révèle que la scène où Divine mange un étron est authentique.
- L'acteur qui joue le rôle du « trou du cul chantant » à la fête de Divine a souhaité ne pas apparaître dans les crédits.
- Dans le documentaire Divine Trash (1998), Mink Stole dit que pour avoir cette couleur de cheveux orange (qui n'existait pas en teinture à l'époque), elle les teignait d'abord en blanc, puis mélangeait de l'encre rouge à du shampooing et se lavait les cheveux avec la veille des jours de tournage. David Lochary, lui, utilisait la cartouche d'un feutre bleu qu'il ouvrait en deux et se frottait les cheveux avec.
- Tex Watson, à qui le réalisateur fait référence, a été reconnu coupable et condamné en octobre 1971, et le film date de février 1972 ; c'est un fait alors actuel.